# Kazár
Kazár è un comune dell'Ungheria di 2.155 abitanti (dati 2001). È situato nella contea di Nógrád.